# Gendarmerie nationale mexicaine
La gendarmerie nationale mexicaine ((es) : Gendarmería Nacional) est une division de la police fédérale du Mexique ((es) : División de Gendarmería de la Policía Federal) créée le 22 août 2014 sous la présidence de Enrique Peña Nieto, le 57e président du Mexique (2012-2018). Elle a été créée dans le cadre de la politique de sécurité intérieure afin de remplacer les forces armées, lesquelles avaient été déployées par l'ancien président Felipe Calderón pour lutter contre le crime organisé et les narcotrafiquants. La création de la gendarmerie s'explique pour deux raisons : la volonté de réhabiliter les forces armées dans leur rôle initial (la protection du territoire) et pour permettre d'assurer le maintien de l'ordre public civil.
Le 1er octobre 2019, elle est absorbée par la garde nationale mexicaine nouvellement formée.

## Historique
La création de la gendarmerie a été proposée par Enrique Peña Nieto le 9 avril 2012 lors de sa campagne pour la présidence du Mexique. Une fois élu président, Peña Nieto a réaffirmé sa volonté de créer cette force de gendarmerie en s'inspirant du modèle français. En effet, la gendarmerie nationale française a fortement contribué à cette création. Ainsi, de février 2013 à juin 2014, dans le cadre de la coopération entre les deux pays, 22 gendarmes français (officiers et sous-officiers) sont allés former des gendarmes mexicains. Ils ont été déployés au Mexique pour apporter leur expérience et former près de 200 gradés.
La gendarmerie mexicaine est une division de la police fédérale et compte lors de l'inauguration le 22 août 2014 un effectif de 5 000 gendarmes triés sur le volet. Formée de 12 groupements, elle est implantée dans cinq régions différentes et possédera deux composantes : « proximité » et « intervention ». 7e division de la police fédérale, la gendarmerie mexicaine aura notamment pour mission de rétablir le lien de confiance entre les forces de sécurité et la population. En 2018, elle devrait compter 10 000 membres,. À terme, l'objectif annoncé est de 50 000 membres.
Le 12 février 2013, il a été annoncé que Manuel Mondragó(es) (es) sera le premier commissaire de la gendarmerie mexicaine. Manuel Mondragó a auparavant occupé le poste de gestionnaire du secrétariat de la sécurité publique et a également été nommé par le Sénat au poste de commissaire à la sécurité nationale au sein du ministère de l'Intérieur du Mexique.
Cette force paramilitaire se concentrera sur la réduction de la criminalité, la liberté de circulation des personnes et des produits protégeant entre autres l'industrie pétrolière. Elle interviendra à pied ou à cheval dans les zones rurales, urbaines, touristiques et frontalières. Elle sera également chargée de la protection des activités économiques stratégiques du pays.
À l'origine, la gendarmerie devait entrer officiellement en activité le 16 septembre 2013 afin de coïncider avec la parade des forces armées prévue le même jour. Mais entretemps, la gendarmerie, qui devait au début être une composante de l'armée nationale mexicaine, est devenue une division à part entière de la police fédérale. Elle a été inaugurée officiellement le 22 août 2014.
Le 27 août 2014, Manelich Cravioto Castilla a été nommé à la tête de la gendarmerie, poste qu'il conserve jusqu'au 29 aout 2016. Il est remplacé à ce poste de chef de division par Benjamín Grajeda Regalado le 11 octobre 2016 qui le garde jusqu’à l’absorption de la Gendarmerie par la Garde nationale le 1er octobre 2019.
Le quartier général de la gendarmerie est basé à Valle de Bravo, dans l'État de Mexico.

## Équipement
- Pistolet CZ P-09[9]
- Fusil d'assaut CZ 805 BREN[9]
- Fusil d'assaut FAL DSA SA58[9]